# Хутір Германа
Хутір Германа (рос. Хутор Германа) — колишній хутір у Старолюбарській сільській раді Любарського району Бердичівської округи Української СРР.

## Населення
У 1923 році в поселенні налічувалося 14 мешканців, дворів — 3.
Відповідно до перепису населення СРСР 17 грудня 1926 року, чисельність населення становила 14 осіб, з них 9 чоловіків та 5 жінок; за національністю українці. Кількість господарств — 3.

## Історія
Заснований у 1887 році. Входив до складу Любарської волості Новоград-Волинського повіту Волинської губернії. У березні 1921 року, в складі волості, переданий до новоутвореного Полонського повіту Волинської губернії.
У 1923 році увійшов до складу новоствореної Старолюбарської сільської ради, яка 7 березня 1923 року включена до складу новоутвореного Любарського району Житомирської округи. Розміщувався за 4 версти від районного центру, містечка Любар, та за 4 версти — від центру сільської ради, міст. Старий Любар.
17 червня 1925 року Любарський район передано до складу Бердичівської округи. Відстань до центру сільської ради міст. Старий Любар становила 2 версти, до районного центру міст. Любар — 2 версти, до окружного центру в Бердичеві — 62 версти, до найближчої залізничної станції Печанівка — 19 верст.
Виключений з обліку населених пунктів до 1 жовтня 1941 року.